# 吉田賢右
吉田 賢右（よしだ まさすけ、1944年2月 - ）は、日本の生物学者（分子生物学・生化学）。理学博士（東京大学・1972年）。東京工業大学名誉教授、京都産業大学シニアリサーチフェロー。
自治医科大学医学部講師、東京工業大学理学部教授、東京工業大学生命理工学部教授、東京工業大学資源化学研究所教授、東京工業大学資源化学研究所所長（第14代）、京都産業大学工学部教授、京都産業大学総合生命科学部教授、京都産業大学構造生物学研究センターセンター長などを歴任した。

## 概要
群馬県前橋市出身の分子生物学者、生化学者である。ATP合成酵素を構成するサブユニットの単離精製と再構成に成功するとともに、世界で初めてサブユニットの構成比を明らかにするなど、ATP合成酵素の研究の先駆けとして知られている。また、ATP合成酵素が回転による力学的作用を利用し、プロトンの電気化学的エネルギーをアデノシン三リン酸の化学的結合エネルギーに変換していることを発見した。これらの発見は、ポール・ボイヤーの「回転触媒説」などに影響を与えるとともに、アデノシン三リン酸合成反応のメカニズムを確定させることに繋がった。また、自治医科大学医学部、東京工業大学理学部・生命理工学部・資源化学研究所、京都産業大学工学部・総合生命科学部にてで教鞭を執った。東京工業大学では資源化学研究所の所長に就任し、京都産業大学では構造生物学研究センターのセンター長に就任するなど、要職を歴任した。

## 来歴

### 生い立ち
1944年2月、群馬県前橋市にて生まれた。生家は煎餅の製造、販売を手がけていた。高等学校の恩師から東京大学を勧められ同大学への進学を決意し、1962年東京大学に入学。理学部生物化学科に進んだ。野田春彦の研究室に在籍し、ウサギの筋肉に含まれるミオシンの重合について研究した。筋肉の研究で知られていた江橋節郎の研究室にてミオシンを調製させてもらい、それを持ち帰って解析していた。1966年3月東京大学を卒業。東京大学大学院理学系研究科生物化学専攻修士課程に進学し、今堀和友の指導の下でリボソームのリボ核酸について研究した。1968年、東京大学大学院修士課程を修了。また、この頃大島泰郎が助手として今堀の研究室に着任し、好熱菌の生化学について研究を開始した。それに関心を持ち、博士課程では大島の指導の下で好熱菌のホスホフルクトキナーゼについて研究した。その結果、このホスホフルクトキナーゼは高温でも制御機構を失わないアロステリック酵素であることを実証するとともに、アロステリック酵素の未知の調節因子を発見した。1972年3月、東京大学大学院博士課程を修了、理学博士。

### 研究者として
大学院修了後は、なかなか職が見つからなかった。そんな中、香川靖雄が新設の自治医科大学に教授として着任すると聞き、香川に採用を依頼する手紙を出した。その結果、1972年10月に自治医科大学に採用されることになり、医学部助手となった。医学部第一生化学講座を請け持ち、香川をはじめ曽根旉史らとATP合成酵素の研究に取り組んだ。1978年10月、自治医科大学医学部講師に昇任した。以降も引き続いて第一生化学講座を受け持った。その後、ウィリアム・アリソンの研究に興味を持ち、アメリカ合衆国に渡ってアリソンから指導を受けた。1985年4月、東京工業大学に転じ、理学部助教授に就任。大学院の恩師である大島泰郎がその頃東京工業大学で教鞭を執っており、大島が主宰する研究室に在籍することになった。1989年12月、東京工業大学理学部教授。1990年6月には、東京工業大学の生命理工学部が、1992年4月からは東京工業大学資源化学研究所が本務となった。その間、学内の要職を歴任した。一例としては、石田愈の後任として、2005年4月1日に資源化学研究所所長に就任している。2009年3月31日東京工業大学を定年退官。最終講義の題は「？・・・・・！」であった。、同年3月、東京工業大学名誉教授。同年、京都産業大学工学部の教授に就任。翌年、京都産業大学総合生命科学部教授に就任した。総合生命科学部においては、主として生命システム学科の講義を担当した。京都産業大学においても、構造生物学研究センターにてセンター長に就任するなど、要職を歴任した。2014年3月、定年により京都産業大学の教授の職を退いた。その後は、京都産業大学のシニアリサーチフェローとなった。

## 研究

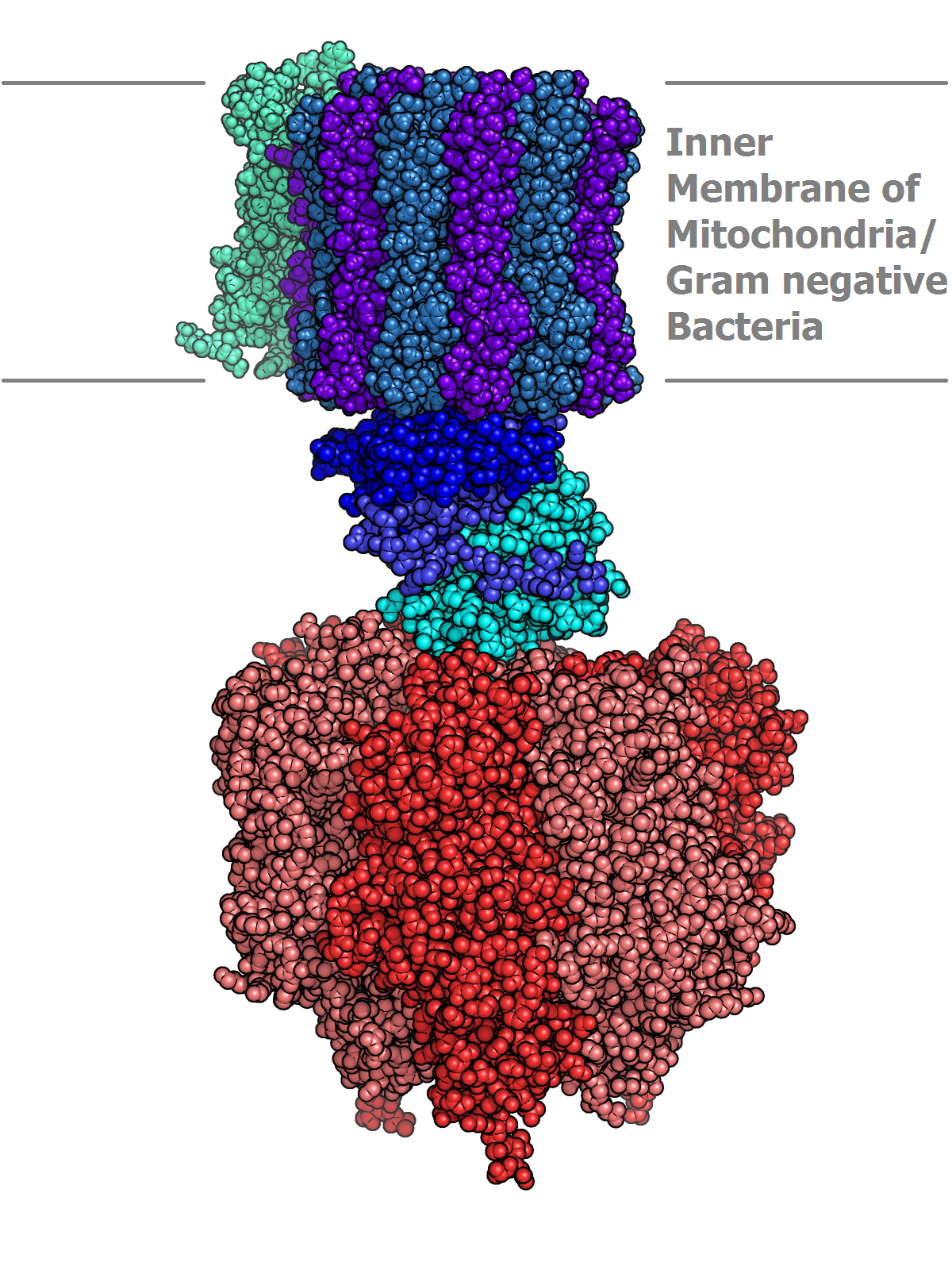
ATP合成酵素のFoモーターとF1モーター

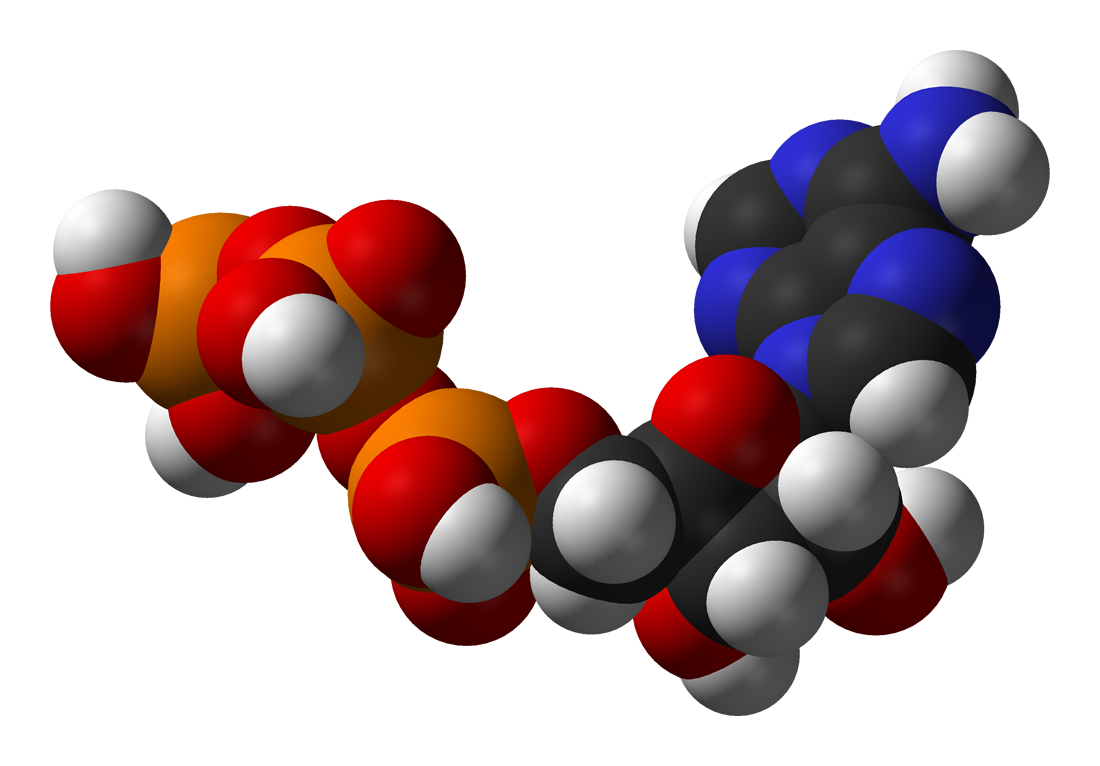
アデノシン三リン酸

専門は生物学であり、特に分子生物学、生化学といった分野の研究に従事してきた。特にATP合成酵素の研究においては、そのパイオニアとして知られている。
自治医科大学勤務時代は、香川靖雄、曽根旉史らとATP合成酵素の研究に取り組んだ。当時、ミトコンドリアや葉緑体および細菌のATP合成酵素について、ピーター・ミッチェルが「化学浸透説」を提唱しており、膜を介した水素イオンの濃度勾配によりアデノシン三リン酸を合成していると主張していた。しかし、化学浸透説は、学界では長年にわたって顧みられることはなく、無視された学説であった。1976年、吉田は香川、曽根らとともに好熱菌のATP合成酵素や好塩菌のバクテリオロドプシンを用いて、濃度勾配に従って流れる水素イオンによりアデノシン三リン酸が合成されることを実証し、ミッチェルの化学浸透説が正しいことを証明した。その2年後、ミッチェルはノーベル化学賞を受賞した。のちにミッチェルは、自治医科大学を訪問し吉田らと対面を果たしている。
1989年には、ATP合成酵素のサブユニット構成を超遠心分析とアミノ酸分析によって調査し、α3β3γ1δ1ε1というサブユニット構成比を世界で初めて確定した。さらに、生化学的に安定している好熱菌のATP合成酵素を用いて、ATPase活性をもったα3β3複合体やα1β1ダイマーの調製に成功した。1995年には、α3β3γ複合体発現系の構築にも成功した。これら一連の研究業績は、その後のATP合成酵素に関する研究に多大な影響を与えた。一例としては、吉田の研究成果を基にして、ポール・ボイヤーが「回転触媒説」を提唱したことが挙げられる。のちにボイヤーは吉田に手紙を送り、回転触媒説を思い付いたきっかけは吉田の研究成果であったことを明らかにしている。
1997年、吉田と野地博行、安田涼平らは、ATP合成酵素の中心軸となるγサブユニットが実際に酵素の中で回転している様子を映像で撮影することに成功した。その結果、ATP合成酵素が回転による力学的作用を利用して、プロトンの電気化学的エネルギーをアデノシン三リン酸の化学的結合エネルギーに変換していることを発見した。γサブユニットの回転が実際に観察されたことで、アデノシン三リン酸合成反応のメカニズムは確定的となり、回転触媒説が正しいことが証明された。ウシのATP合成酵素のF1結晶構造を確定させ、のちに回転触媒説を支持したことで知られるジョン・E・ウォーカーに、この映像を直接見せたところ、大いに驚いた。また、回転触媒説を提唱したボイヤーは「長い生涯に見たテレビ画像で最も感動した」とのコメントを残している。吉田らのこの研究成果が決め手となり、同年、ボイヤーとウォーカーは回転触媒説などアデノシン三リン酸合成反応の研究によりノーベル化学賞を受賞することになった。
吉田の一連の業績は高く評価されており、特にATP合成酵素の一分子を可視化し観察した業績は「生体エネルギー研究史上のもっとも画期的な成果の1つ」と評された。一分子観察技術を駆使したATP合成酵素の研究は、日本が他国をリードしているが、その要因として吉田らの貢献が大きいとされる。1999年10月にはアメリカ蛋白質学会よりアムジェン賞が授与されている。また、2006年7月には、ヨーロッパ生体エネルギー会議よりミッチェルメダルが授与されている。

## 人物
趣味嗜好
中学生の頃は卓球に熱中し、群馬県大会にて優勝した経験を持つ。あまりに熱中していたため、部活動だけでなく、父が経営する煎餅屋にて営業終了後に従業員と卓球をしていた。大学生の頃は読書に熱中し、レフ・ランダウの『統計物理学』と朝永振一郎の『量子力学』に感銘を受けた。そのほか、『平家物語』からフリードリヒ・エンゲルスの『家族・私有財産・国家の起源』や丸山眞男の『現代政治の思想と行動』に至るまで、幅広いジャンルの本を読んだ。
交友関係
生物学者である三原勝芳、藤木幸夫、伊藤維昭、永田和宏、田中啓二、大隅良典と交遊があり、この7名は「七人の侍」と呼ばれている。大隅のノーベル生理学・医学賞受賞に際しては、大隅の招きで永田、田中らと共に授賞式が開催されるスウェーデンに同行した。また、永田とは共同で編纂した書籍を複数上梓している。
基礎科学の重要性
「経験上、基礎科学はどこからブレークスルーが出てくるか全く分からないというのが実感」と述べており、「大抵は失敗かもしれないが、時にうまくいく場合があるから、いろいろな個性の人が取り組む方が学問は発展するんだと思います」と指摘し「少し変わった人は貴重です。学生も生意気なほうがおもしろくていいですね。個性のある人が、ぜひ伸びてほしい」としている。
友人である生物学者の大隅良典が「この研究をやったら役に立つというお金の出し方ではなく、長い視点で科学を支えていく社会の余裕が大事」とコメントしたところ、第3次安倍第2次改造内閣で内閣府特命担当大臣（科学技術政策担当）を務める鶴保庸介が「社会に役立つか役立たないか分からないものであっても、どんどん好きにやってくださいと言えるほど、この社会、今この国の財政状況はおおらかではありません」と反論するなど批判的な発言がなされた。これらの発言に対し、吉田は論考を発表した。この論考において、吉田は「『何の役に立つかわからない研究に　ふんだんに研究費を与えるほど、わが国は豊かではない』と発言をする人が現れた。政府の科学技術を担当する大臣である。『何の役に立たない研究』すなわち基礎科学を切って捨てるような、基礎科学に対する大臣の反感すら感じる表現である。この場合、大臣の頭の中では、『役に立つ』とは、最近の政府や行政文書に頻出する言葉『イノベーション』と同義であり、これは『企業化』や経済の活性化に資する、というのとほとんど同義だろう」と指摘している。その上でジェームズ・クラーク・マクスウェルの逸話や、基礎科学が応用と結びつき産業に役立った事例を複数紹介し、「大臣が理解できる反論としてはこれで十分かもしれない」と述べた。だが、それにとどまらずさらに論考を進め「社会で、『役立つ』ものは存在意義が有り、『役立たない』ものは存在意義がないのだろうか」と問いかけ、「さまざまな人間的文化的な喜びや楽しさはみんな『役立たない』ものに属するのではないか。私たちは『役立たない』ことの海の中で人生の喜怒哀楽を経験しつつあるのではないか。何かに役立つわけではない、それ自体が価値を持つ、そういう価値をみつけながら生きているのではないか」と指摘した。さらに、相模原障害者施設殺傷事件などにも言及しつつ「実は『役立つ』というのは『役立たない』ことに役立つからこそ意味があるのではないか。他に奉仕するわけではなくそれ自体価値を持つ『役立たない』ものが、『役立つ』ものに優先する。今の社会では、そして特に最近では、これが逆転している」と指摘するとともに、科学と技術の関係性について「理解（科学）と支配（応用、技術）とは、関係はもちろんあるが、別物である。科学は技術の下僕ではないし、技術以前に存在するものである。しかし、特にバイオ研究などの分野で、研究は『役立つ』ものであり、役立たない研究というものは意味がない、という風潮が強くなっている」と指摘した。
科学者としての資質
2000年代後半、吉田は科学技術振興機構によるプロジェクト「ERATO」に参画していた。プロジェクト終了後、科学技術振興機構は追跡報告書を取り纏めているが、その中で吉田の資質についても分析しており、科学者として優れている点について「『科学において大切なのは、決定的な証拠を得ることである』という信条」と「『目の前にある実験結果に真摯に向き合い、自説を捨てることも厭わない』という姿勢」の2点に集約している。そして、その具体例として、回転触媒説の正しさを証明した経緯を挙げている。もともと吉田はATP合成酵素は回転しないと考えており、当初はそれを証明しようと研究を開始したが、実験結果は回転していることを示すものであった。その際、吉田は潔く自説を捨てるとともに、一分子観察により回転していることを示す決定的な証拠を得たことにより、世界に向けて回転触媒説の正しさを証明するに至っている。科学技術振興機構の報告書は、この経緯を高く評価した上で「ごく当たり前のように聞こえるかもしれないが、多くの研究者にとって、これを徹底して実践することは容易ではない」と指摘している。

## 家族・親族
父は煎餅屋を経営していたが、当時開発されたばかりのテフロン樹脂を個人輸入し、煎餅の型枠に塗っておくことで生地を剥がしやすくするといった工夫を凝らしており、進取の気風に富んでいた。なお、生家には群馬大学の学生が下宿しており、賢右の家庭教師役ともなった。また、賢右の妻の実妹にあたる大隅萬里子も生物学者であり、西東京科学大学や帝京科学大学において教鞭を執った。なお、萬里子の夫である大隅良典も生物学者である。

## 略歴
- 1944年 - 群馬県前橋市生まれ
- 1962年 - 群馬県立前橋高等学校卒業
- 1966年 - 東京大学理学部卒業
- 1968年 - 東京大学大学院理学系研究科修士課程修了
- 1972年
  - 東京大学大学院理学系研究科博士課程修了
  - 自治医科大学医学部助手
- 1978年 - 自治医科大学医学部講師
- 1985年 - 東京工業大学理学部助教授
- 1989年 - 東京工業大学理学部教授
- 1990年 - 東京工業大学生命理工学部教授
- 1992年 - 東京工業大学資源化学研究所教授
- 2005年 - 東京工業大学資源化学研究所所長
- 2009年
  - 東京工業大学定年退官
  - 京都産業大学工学部教授
- 2010年 - 京都産業大学総合生命科学部教授
- 2014年
  - 京都産業大学定年退職
  - 京都産業大学シニアリサーチフェロー

## 賞歴
- 1999年 - アムジェン賞
- 2006年 - ミッチェルメダル

## 著作

### 共著
- 遠藤斗志也・森和俊・田口英樹編『タンパク質の一生集中マスター』羊土社、2007年。ISBN 9784758107136

### 編纂
- 吉田賢右・茂木立志編『生体膜のエネルギー装置』共立出版、2000年。ISBN 4320055586
- 永田和宏・森正敬・吉田賢右共編『分子シャペロンによる細胞機能制御』シュプリンガー・フェアラーク東京、2001年。ISBN 4431709134
- 小椋光ほか編『細胞における蛋白質の一生――生成・成熟・輸送・管理・分解・病態』共立出版、2005年。ISBN 4320056256
- 遠藤斗志也ほか編『キーワード：蛋白質の一生』共立出版、2008年。ISBN 9784320056763

### 翻訳
- J. David Rawn著、長野敬・吉田賢右監訳『ローン生化学』医学書院、1991年。ISBN 4260102125

## 関連人物
- 今堀和友
- ジョン・E・ウォーカー
- 江橋節郎
- 大隅萬里子
- 大隅良典
- 永田和宏
- 原清敬
- ポール・ボイヤー
- ピーター・ミッチェル